# Sibynophis
Genre
Sibynophis est un genre de serpents de la famille des Colubridae.

## Répartition
Les espèces de ce genre se rencontrent en Asie, de la République populaire de Chine à l'Indonésie.

## Liste des espèces
Selon The Reptile Database (4 septembre 2013) :
- Sibynophis bistrigatus (Günther, 1868)
- Sibynophis bivittatus (Boulenger, 1894)
- Sibynophis chinensis (Günther, 1889)
- Sibynophis collaris (Gray, 1853)
- Sibynophis geminatus (Boie, 1826)
- Sibynophis melanocephalus (Gray, 1835)
- Sibynophis sagittarius (Cantor, 1839)
- Sibynophis subpunctatus (Duméril, Bibron & Duméril, 1854)
- Sibynophis triangularis Taylor, 1965

## Publication originale
- Fitzinger, 1843 : Systema Reptilium, fasciculus primus, Amblyglossae. Braumüller et Seidel, Wien, p. 1-106. (texte intégral).